# Tab Smith
Talmadge ("Tab") Smith (Kinston, 11 januari 1909 - St. Louis, 17 augustus 1971) was een Amerikaanse swing- en rhythm & blues-saxofonist (alt- en tenorsaxofoon). Hij speelde onder meer in het orkest van Count Basie.
Smith begon in 1929 als beroepsmuzikant bij de Carolina Stompers. Hij speelde vervolgens bij Fate Marable, Dewey Jackson en Eddie Johnson. Daarna was hij enkele jaren lid van het orkest van Lucky Millinder (1936-1938) en de Blue Rhythm Band. Hij werkte als freelance-muzikant en arrangeur. In 1939 speelde hij in Cafe Society en begeleidde daar onder meer Billie Holiday. In datzelfde jaar werkte hij mee aan vier sessies van Holiday, waaronder de legendarische sessie waar 'Strange Fruit' werd opgenomen (20 april 1939). Van 1940 tot 1942 speelde hij in het orkest van Count Basie, waar hij mocht soleren. Daarna keerde hij terug naar Millinder (1942-1944). In deze periode nam hij platen op met Coleman Hawkins en Charlie Shavers, Rex Stewart en Leonard Feather. Ook maakte hij platen onder zijn eigen naam ('Mornin' Blues', 1940).
Na zijn vertrek bij Millinder leidde hij zijn eigen groepen en speelde hij steeds meer in een rhythm & blues-stijl. In de jaren vijftig nam hij platen op voor United en scoorde hij hits met onder meer 'Because of You', dat in 1951 de eerste plaats van de rhythm & blues-hitlijst in Amerika haalde en de twintigste plaats in de poplijst. Voor United nam hij negentig songs op, die door Delmark op cd zijn of worden heruitgebracht. Begin jaren zestig stopte Smith ermee om zich te vestigen in St. Louis. Later hiled hij zich met onroerend goed bezig.

## Discografie
- Music Styled by Tab Smith, United, 1951
- Jump Time (opnames 1951-1952), Delmark
- Because of You (opnames 1951-1955), Delmark
- Ace High (opnames 1952-1953), Delmark
- Top 'N' Bottom (opnames 1953-1954), Delmark
- Red, Hot and Cool Blues, United

- Biblioteca Nacional de España: XX1549611
- Bibliothèque nationale de France: cb138998811 (data)
- Gemeinsame Normdatei: 134748123
- International Standard Name Identifier: 0000 0000 5935 7128
- Library of Congress Control Number: n88666085
- MusicBrainz: 322c0da1-fcff-47c3-bf5a-1aef63805173
- SNAC: w6ks97md
- Virtual International Authority File: 27253216
- WorldCat: E39PBJmdprCDC9hjvQwHyD7fv3